# لويس مانديلور
لويس مانديلور (بالإنجليزية: Louis Mandylor)‏ (و. 1966  م) هو منتج أفلام، ولاعب كرة قدم، وممثل أفلام، ومخرج أفلام، وكاتب سيناريو، وممثل تلفزي أسترالي، ولد في ملبورن.

## وصلات خارجية
- لويس مانديلور على موقع IMDb (الإنجليزية)
- لويس مانديلور على موقع إن إن دي بي (الإنجليزية)
- لويس مانديلور على موقع قاعدة بيانات الفيلم (الإنجليزية)
- لويس مانديلور في قاعدة بيانات الأفلام على الإنترنت